# Bordesholm Amt
Bordesholm Amt var et amt i Hertugdømmet Holsten med forvaltningssæde i Bordesholm. Amtet hørte til Slesvig-Holsten-Gottorp og fra 1721 til Holsten-Gottorp, men kom efter Traktaten i Zarskoje Selo til den danske krone 1773. I 1864 blev det sammen med det øvrige Holsten afstået til Preussen og Østrig. I 1866 overtog Preussen efter freden i Prag alle rettigheder fra Østrig, og i 1867 blev amtet omdannet til Kreis Bordesholm under provinsen Slesvig-Holsten, og lederen af kredsen fik titel af landråd.

## Amtmænd
Denne liste er ufuldstændig; hjælp gerne med at udfylde den.
- 1559-1559: Johan Rantzau
- 1559-1566: Iven Reventlow
- 1566-1571: Christopher Rantzau
- 1571-1584: Sievert Rantzau
- 1584-1584: Ägidius von der Lancken den ældre
- 1584-1604: Otto von Qualen
- 1604-1610: Johann von der Wisch
- 1610-1622: Johann von Schwerin
- 1622-1648: Ägidius von der Lancken den yngre
- 1648-1671: Paul Rantzau
- 1671-1697: Hans Hinrich Kielmann von Kielmannseck
- 1697-1711: Henning von Buchwald
- 1711-1722: Hans von Blome
- 1722-1729: Joachim Otto von Bassewitz
- 1729-1759: Gerhard von Dernath
- 1759-1766: ?
- 1766-1788: Carl Hinrich von Saldern-Günderoth
- 1789-1800: Conrad Holck
- 1800-1802: ?
- 1802-1825: Detlev von Buchwald
- 1825-1839: Johann Rudolph von Bülow
- 1839-1841: Heinrich Reventlow
- 1841-1845: Christian Andreas Julius Reventlow
- 1845-1855: Josias Friedrich Ernst von Heintze-Weissenrode
- 1855-1860: Heinrich Kauffmann
- 1860-1864: Arthur Christian Detlev Ludvig Eugenius Reventlow
- 1864-1864: Johann Bernhard Carstens (ikke kgl. udnævnt)